# Persona (serie)
Persona (ペルソナ?, Perusona), conosciuta precedentemente con il titolo di Shin Megami Tensei: Persona, è una serie di videogiochi di ruolo alla giapponese sviluppati e pubblicati da Atlus. La serie è uno spin-off della popolare serie Megami Tensei, che tratta delle vicende di un gruppo di invocatori di demoni. La serie Persona invece, ruota attorno a un gruppi di adolescenti che hanno l'abilità di invocare alcuni aspetti della loro psiche e tramutarli in esseri viventi, conosciuti come "Persona". Il gioco trae molti elementi dagli archetipi della psicologia analitica. Il primo gioco della serie è intitolato Megami Ibunroku (女神異聞録?) che si può tradurre dal giapponese "Cronache delle strane avventure della Dea", denotando la sua caratteristica natura di side story o universo alternativo.

Logo di Shin Megami Tensei: Persona, remake del primo videogioco della serie

La serie ha subito un cambiamento drastico nel design di gioco con Shin Megami Tensei: Persona 3, che ha introdotto elementi tipici dei videogiochi di simulazione di vita nella serie; questo cambiamento è poi stato continuato in Shin Megami Tensei: Persona 4, oltreché nei capitoli successivi. Ogni titolo della serie utilizza un metodo diverso per evocare le Persona (le pistole in Shin Megami Tensei: Persona 3, i tarocchi in Shin Megami Tensei: Persona 4, e le maschere in Persona 5).
Dalla serie sono stati tratti due anime intitolati Persona -trinity soul- nel 2008 e Persona 4: The Animation nel 2011, e un film d'animazione intitolato Persona 4 the Animation: The Factor of Hope nel 2012. È stata prodotta anche una tetralogia di film basati su Persona 3. Essi ripercorrono fedelmente tutti gli eventi del videogioco, ed il primo film, intitolato Persona 3 The Movie#1: Spring of Birth è stato proiettato in Giappone il 23 novembre 2013.
Inoltre il 3 settembre 2016, in occasione del ventesimo anniversario della serie è stato presentato Persona 5: The Animation, the Daybreakers, episodio animato da 30 minuti che vede protagonisti i personaggi di Persona 5. Quest’ultimo è stato poi adattato in una serie completa nel 2018.

## Videogiochi

### Serie principale
- 1996 - Revelations: Persona (PlayStation)
- 1999 - Persona 2: Innocent Sin (PlayStation)
- 2000 - Persona 2: Eternal Punishment (PlayStation)
- 2006 - Shin Megami Tensei: Persona 3 (PlayStation 2)
- 2008 - Shin Megami Tensei: Persona 4 (PlayStation 2)
- 2016 - Persona 5 (PlayStation 3 e PlayStation 4)

### Spin-off
- 2012 - Persona 4 Arena (Arcade, PlayStation 3 e Xbox 360)
- 2013 - Persona 4 Arena Ultimax (Arcade, PlayStation 3, PlayStation 4, Xbox 360, Nintendo Switch)
- 2014 - Persona Q: Shadow of the Labyrinth (Nintendo 3DS)
- 2015 - Persona 4: Dancing All Night (PlayStation Vita)
- 2018 - Persona 3: Dancing in Moonlight (PlayStation 4 e PlayStation Vita)
- 2018 - Persona 5: Dancing in Starlight (PlayStation 4 e PlayStation Vita)
- 2018 - Persona Q2: New Cinema Labyrinth (Nintendo 3DS)
- 2020 - Persona 5 Strikers (PlayStation 4, Nintendo Switch e Microsoft Windows)
- 2023 - Persona 5: The Phantom X (IOS e Windows)
- 2023 - Persona 5 Tactica (Nintendo Switch, PlayStation 4, PlayStation 5, Windows, Xbox One, Xbox Series X/S)

### Remake, riedizioni e versioni espanse
- 2007 - Shin Megami Tensei: Persona 3 FES (PlayStation 2)
- 2009 - Shin Megami Tensei: Persona (PlayStation Portable)
- 2009 - Shin Megami Tensei: Persona 3 Portable (PlayStation Portable, Nintendo Switch)
- 2011 - Shin Megami Tensei: Persona 2 - Innocent Sin (PlayStation Portable)
- 2012 - Persona 2: Batsu (PlayStation Portable)
- 2012 - Persona 4 Golden (PlayStation Vita, Microsoft Windows, Nintendo Switch)
- 2019 - Persona 5 Royal (PlayStation 4, PlayStation 5, Microsoft Windows, Xbox One, Xbox Series X/S, Nintendo Switch)
- 2024 - Persona 3 Reload (PlayStation 4, PlayStation 5, Microsoft Windows, Xbox One, Xbox Series X/S)
- 2026/27 - Persona 4 Revival (PlayStation 5, Xbox Series X/S, Windows)

## Spin-off
Atlus ha pubblicato diversi spin-off tratti dalla serie, generalmente contraddistinti da un gameplay differente rispetto ai capitoli principali.
Nel 2012 viene pubblicato in Giappone anche Persona 4 Arena, un picchiaduro a incontri che vede scontrarsi i protagonisti del terzo e quarto capitolo. Il gioco è stato successivamente pubblicato per PlayStation 3 ed Xbox 360 in America del Nord nel 2012 ed in Europa nel 2013; sempre nel 2013 è stato pubblicato un sequel, Persona 4 Arena Ultimax, pubblicato nel 2014 su console.
Nel 2014 viene pubblicato Persona Q: Shadow of the Labyrinth, spin-off per Nintendo 3DS che ancora una volta riunisce i cast del terzo e del quarto capitolo, insieme ad alcuni personaggi originali, in un RPG con elementi di dungeon crawling la cui storia è considerata non canonica nella serie principale. Nel 2018 è stato realizzato un sequel, Persona Q2: New Cinema Labyrinth che comprende anche il cast del quinto capitolo.
Nel 2015 pubblicato Persona 4: Dancing All Night per PlayStation Vita, rhythm game ambientato dopo gli eventi di Persona 4 Ultimax. Il gioco è stato poi seguito nel 2018 da Persona 3: Dancing in Moonlight e Persona 5: Dancing in Starlight, pubblicati sia su PS Vita che Playstation 4. I due capitoli riprendono le meccaniche del loro predecessore apportando, comunque, alcune modifiche.
Inoltre, nel corso degli anni, sono stati pubblicati in esclusiva per Giappone diversi giochi per mobile dedicati alla serie in partnership con alcuni gestori telefonici giapponesi. Primo tra questi, Megami Ibunroku Persona: Chapter of the Foreign Tower of Emptiness,un dungeon crawler in 3D del 2006, ambientato nel mondo del primo capitolo della serie; a questo hanno seguito due giochi ambientati nell'universo di Persona 2: Persona 2: Innocent Sin - Lost Memories (2007), e Persona 2: Eternal Punishment - Infinity Mask (2009).
Persona 3 ha dato vita ai titoli Persona 3: The Night Before e Persona Ain Soph, entrambi pubblicati solamente in Giappone ed entrambi browser game online; legati al terzo episodio sono anche Persona 3 Em, il videogioco d'azione Aegis: The First Mission, e Persona 3 Social.
Allo stesso modo Persona 4 ha generato il gioco di carte Persona 4 The Card Battle.